# Gira de la Selección de Rugby de Francia por Sudamérica en 1988
La Gira de Francia por Sudamérica en 1988 fue un tour internacional de rugby de los franceses, que tuvo lugar en Argentina y Paraguay desde el 4 al 27 de junio de 1988.

## Gira
La serie enfrentó a la selección de Francia ante las diferentes uniones provinciales de rugby de Argentina, un club, una selección interprovincial, a la propia selección Argentina y la selección paraguaya. Las sedes fueron: San Miguel de Tucumán, Posadas, Córdoba, Buenos Aires y Asunción. Los europeos disputaron 8 partidos y obtuvieron 6 victorias, un empate y una derrota.

## Partidos
| 4 de junio de 1988 | SIC | 16 – 29 | Francia | Estadio José Amalfitani, Buenos Aires |  |
|                    |     |         |         | Árbitro(s): Efraim Sklar              |  |

| 7 de junio de 1988 | Tucumán | 18 – 18 | Francia | Estadio Monumental José Fierro, Atlético, San Miguel de Tucumán |                                                            |
|                    | P.Imbert; G.Terán, J.Gianotti, S. Mesón, J.Soler; R.Sauze, P.Merlo; G.Palau, M.Picci (capt.), P.Garretón; P.Buabse, O.Fascioli; J.Coria, R. Le Fort, R.Horta (75' R.Prado). Penales S. Mesón (6) |         | J.B.Lafond; B.Lacombe, D.Charvet, P.Bérot, D.Camberabero; J.Trille, M.Hondagne (capt.); J.Gratton, C.Deslandes, A.Carminati; D.Erbani, P. Béraud; P.Ondarts, P.Marocco, JP Garuet-Lempirou Tries Deslandes Conversiones Berot (4) Penales Berot | Asistencia: 25.000 espectadores Árbitro(s): Alberto Freire      | Asistencia: 25.000 espectadores Árbitro(s): Alberto Freire |

| 11 de junio de 1988 | URBA | 0 – 82 | Francia | Estadio José Amalfitani, Buenos Aires |  |
|                     |      |        |         | Árbitro(s): José L. Rolandi           |  |

| 14 de junio de 1988 | Provincias Argentinas | 19 – 36 | Francia | Estadio Clemente Fernández de Oliveira, Posadas |  |
|                     |                       |         |         | Árbitro(s): Miguel Angel Peyrone                |  |

| 21 de junio de 1988 | Córdoba | 9 – 42 | Francia | Estadio Mario Alberto Kempes, Córdoba |  |
|                     |         |        |         | Árbitro(s): Roberto Magnani           |  |

| 27 de junio de 1988 | Paraguay | 12 – 106 | Francia | Estadio General Pablo Rojas, Asunción |  |
|                     |          |          |         | Árbitro(s): Carlos Sutton             |  |

## Test matches
Primera fecha
| 18 de junio de 1988 | Los Pumas | 15 – 18 | Francia | Estadio José Amalfitani, Buenos Aires |  |
|                     |           |         |         | Árbitro(s): Owen Doyle                |  |

Segunda fecha
| 25 de junio de 1988 | Los Pumas | 18 – 6 | Francia | Estadio José Amalfitani, Buenos Aires                 |  |
|                     |           |        |         | Asistencia: 50000 espectadores Árbitro(s): Owen Doyle |  |